# Park Narodowy Arly
Park Narodowy Arly (fr. Parc National d'Arly) – park narodowy w południowo-wschodnim Burkina Faso, na południowy zachód od pasma górskiego Chaîne de Gobnangou, o powierzchni 760 km². Na zachodzie park graniczy z innymi terenami ochronnymi i tworzy wraz z nimi obszar Réserve partielle de Pama. Południową granicę parku wyznacza rzeka Pendjari, stanowiąca jednocześnie granicę z Beninem. Na jej przeciwległym brzegu położony jest beniński Park Narodowy Pendjari.
W obszarze parku występują typowe dla strefy Sudanu tereny sawannowe. Nad brzegami rzek częste są lasy galeriowe, które prawie nie występują już na silnie rolniczych terenach pozostałej części kraju.
Park Narodowy Arly zamieszkuje też wiele chronionych gatunków zwierząt, takich jak słonie, lwy, lamparty, krokodyle, warany, pytony i guźce.
W 2017 roku park został wpisany na listę światowego dziedzictwa UNESCO w ramach transgranicznego, wspólnego z Beninem i Nigrem obiektu pod nazwą Zespół W-Arly-Pendjari, utworzonego przez rozszerzenie wcześniejszego obiektu Park Narodowy W zgłoszonego na listę przez Niger.